# Verordnung (EU) 2023/1114 über Märkte für Kryptowerte
Die Verordnung (EU) 2023/1114 über Märkte für Kryptowerte, kurz Englisch Markets in Crypto-Assets (MiCA) oder Markets in Crypto-Assets Regulation (MiCAR), ist eine Verordnung im EU-Recht. Sie soll dazu beitragen, die Regulierung der Distributed-Ledger-Technologie (DLT) und virtueller Vermögenswerte in der Europäischen Union (EU) zu vereinfachen und gleichzeitig Konsumenten und Investoren zu schützen.
MiCA wurde vom EU-Parlament am 20. April 2023 verabschiedet und ist seit 30. Dezember 2024 vollständig anwendbar.

## Titel
Der vollständige Name des Gesetzes lautet „Verordnung (EU) 2023/1114 des Europäischen Parlaments und des Rates vom 31. Mai 2023 über Märkte für Kryptowerte und zur Änderung der Verordnungen (EU) Nr. 1093/2010 und (EU) Nr. 1095/2010 sowie der Richtlinien 2013/36/EU und (EU) 2019/1937“.
MiCA ist Teil des Digital Finance Package, das beabsichtigt, die europäische Wirtschaft in den kommenden Jahrzehnten zu transformieren.

## Funktion
MiCA bietet Rechtssicherheit für Kryptowerte – Kryptowährungen, Security Token und Stablecoins. Es ähnelt Europas Richtlinie über Märkte für Finanzinstrumente (MiFID), die ein rechtlicher Rahmen für Wertpapiermärkte, Anlagevermittler und Handelsplätze ist. Es wird erwartet, dass es sich von dem britischen Krypto-Regulierungsrahmen unterscheidet, bei dem man sich dafür entschieden hat, nur wenige Krypto-Assets zu regulieren, während die EU durch MiCA einen breiteren Fokus setzen wird.

## Geschichte
Die Grundlagen für MiCA wurden 2018 aufgrund des gestiegenen öffentlichen Interesses an Kryptowährungen in der EU gelegt. Die Europäische Kommission hat im September 2020 das Digital Finance Package vorgeschlagen, welches die MiCA  enthielt, was zu umfangreichen Diskussionen in den Gesetzgebungsorganen (Europäisches Parlament, Rat der Europäischen Union) sowie in anderen Organen (Europäische Zentralbank) bzw. Einrichtungen (Europäischer Wirtschafts- und Sozialausschuss) der Europäischen Union führte.